# The Voice Brasil
The Voice Brasil é um talent show brasileiro produzido e exibido pela TV Globo entre 23 de setembro de 2012 e 28 de dezembro de 2023, totalizando 185 episódios divididos em 12 temporadas. Seus últimos anos de exibição na emissora contaram com a apresentação de Fátima Bernardes. A partir da décima terceira temporada, o reality passou a ser produzido e exibido pelo SBT e pela Disney, e contará novamente com a apresentação de Tiago Leifert, que esteve presente no programa até o final da décima temporada.
O programa é a versão brasileira do formato original holandês The Voice of Holland, criado por John de Mol. Entre a nona e a décima segunda temporada temporada, o programa passou a ser retransmitido pelo canal por assinatura Multishow. Na décima terceira, os episódios passaram a ser disponibilizados pelo Disney+, através de um acordo de co-produção com o SBT. 
A primeira temporada teve Carlinhos Brown, Claudia Leitte, Lulu Santos e Daniel como jurados. Devido a exigências contratuais, Daniel foi substituído no júri por Michel Teló a partir da quarta temporada. Na sexta temporada, Claudia Leitte foi substituída por Ivete Sangalo. Na oitava temporada, Carlinhos Brown foi substituído por Iza. Na nona temporada, Ivete Sangalo foi substituída por Carlinhos Brown. Na décima primeira temporada Carlinhos Brown foi substituído por Gaby Amarantos. Na décima segunda temporada Gaby Amarantos foi substituída por Carlinhos Brown. Na décima terceira temporada, que marcou a volta do reality e em outra emissora, Mumuzinho foi o primeiro técnico contratado. Logo depois, foi oficializado os nomes de Duda Beat, da dupla Matheus & Kauan e de Péricles.

## Temporadas
| Temporada | Temporada | Episódios | Episódios | Originalmente exibido  | Originalmente exibido  |
| Temporada | Temporada | Episódios | Episódios | Estreia da temporada   | Final da temporada     |
| --------- | --------- | --------- | --------- | ---------------------- | ---------------------- |
|           | 1         | 13        | 13        | 23 de setembro de 2012 | 16 de dezembro de 2012 |
|           | 2         | 13        | 13        | 3 de outubro de 2013   | 26 de dezembro de 2013 |
|           | 3         | 14        | 14        | 18 de setembro de 2014 | 25 de dezembro de 2014 |
|           | 4         | 13        | 13        | 1 de outubro de 2015   | 25 de dezembro de 2015 |
|           | 5         | 13        | 13        | 5 de outubro de 2016   | 29 de dezembro de 2016 |
|           | 6         | 14        | 14        | 21 de setembro de 2017 | 21 de dezembro de 2017 |
|           | 7         | 22        | 22        | 17 de julho de 2018    | 27 de setembro de 2018 |
|           | 8         | 20        | 20        | 30 de julho de 2019    | 3 de outubro de 2019   |
|           | 9         | 19        | 19        | 15 de outubro de 2020  | 17 de dezembro de 2020 |
|           | 10        | 18        | 18        | 26 de outubro de 2021  | 23 de dezembro de 2021 |
|           | 11        | 14        | 14        | 15 de novembro de 2022 | 29 de dezembro de 2022 |
|           | 12        | 11        | 11        | 28 de novembro de 2023 | 28 de dezembro de 2023 |
|           | 13        | ASA       | ASA       | outubro de 2025        | dezembro 2025          |

## Formato
A série é uma parte da franquia The Voice, adaptada do formato holandês The Voice of Holland. O vencedor ganha um prêmio de 500.000 reais, contrato de gravação com a Universal Music, gerenciamento de carreira e um carro novo.
Diferente de outros shows de talentos, o The Voice Brasil foca apenas na voz dos competidores, não considerando aparência ou performance de palco. Também se destaca por trabalhar com artistas já formados, ao contrário de programas similares. O diretor-geral, Carlos Magalhães, enfatiza que todos os participantes já são profissionais experientes.
A TV Globo adquiriu os direitos do formato holandês em maio de 2011, em colaboração com as produtoras Endemol e Mark Burnett. A direção ficou a cargo de Boninho. As inscrições para o programa começaram em maio de 2012 e as audições foram realizadas em oito cidades brasileiras, resultando na seleção de 105 participantes.
Os técnicos do programa na época, Daniel, Claudia Leitte, Lulu Santos e Carlinhos Brown, foram escolhidos buscando artistas renomados. O jornalista esportivo Tiago Leifert se tornou o apresentador, enquanto a atriz Daniele Suzuki cuidou dos bastidores.

### Apresentadores
Tiago Leifert exerceu o papel de apresentador do reality show desde sua primeira edição até a nona temporada. Contudo, na décima temporada, devido à condição de saúde delicada de sua filha Luna, Leifert necessitou se afastar da condução do programa ainda durante a fase de audições às cegas. Nesse período, André Marques foi escolhido como seu substituto. Na temporada subsequente, Fátima Bernardes, recentemente desligada de seu programa Encontro, assumiu a posição de apresentadora do reality nas duas últimas edições. Leifert voltaria a ser apresentador do programa na décima terceira temporada.
Daniele Suzuki assumiu o papel de coapresentadora, realizando entrevistas nos bastidores, atuando como correspondente online e de mídias sociais. Na segunda temporada, Suzuki foi substituída por Miá Mello. Na terceira temporada, a função passou a ser desempenhada pela atriz Fernanda Souza. Na quarta temporada, Daniele retomou o posto. Mariana Rios exerceu a coapresentação da quinta até a sétima temporada. A atriz e cantora Jeniffer Nascimento desempenha o papel de coapresentadora nas oitava, nona e décima temporadas. Na décima primeira temporada, Thaís Fersoza entrou sucedendo Jeniffer. Foi relatado que a jornalista Gaby Cabrini seria a nova apresentadora dos bastidores da 13 temporada do The Voice Brasil no SBT. 
Legenda
     Apresentador
     Bastidores
| Apresentador        | Temporada | Temporada | Temporada | Temporada | Temporada | Temporada | Temporada | Temporada | Temporada | Temporada | Temporada | Temporada | Temporada |
| Apresentador        | 1         | 2         | 3         | 4         | 5         | 6         | 7         | 8         | 9         | 10        | 11        | 12        | 13        |
| ------------------- | --------- | --------- | --------- | --------- | --------- | --------- | --------- | --------- | --------- | --------- | --------- | --------- | --------- |
| Tiago Leifert       |           |           |           |           |           |           |           |           |           |           |           |           |           |
| André Marques       |           |           |           |           |           |           |           |           |           |           |           |           |           |
| Fátima Bernardes    |           |           |           |           |           |           |           |           |           |           |           |           |           |
| Daniele Suzuki      |           |           |           |           |           |           |           |           |           |           |           |           |           |
| Miá Mello           |           |           |           |           |           |           |           |           |           |           |           |           |           |
| Fernanda Souza      |           |           |           |           |           |           |           |           |           |           |           |           |           |
| Mariana Rios        |           |           |           |           |           |           |           |           |           |           |           |           |           |
| Jeniffer Nascimento |           |           |           |           |           |           |           |           |           |           |           |           |           |
| Thaís Fersoza       |           |           |           |           |           |           |           |           |           |           |           |           |           |
| Gaby Cabrini        |           |           |           |           |           |           |           |           |           |           |           |           |           |

### Fim do programa na TV Globo e ida para o SBT
Em 28 de agosto de 2023, a TV Globo anunciou oficialmente através de seu plano comercial que o programa encerraria sua jornada ainda no mesmo ano. Essa decisão foi motivada por um conjunto de fatores, incluindo o declínio tanto em termos comerciais quanto em impacto midiático, que vinha se manifestando desde 2020. Nesse ano, o programa já havia enfrentado uma queda de audiência para o reality A Fazenda, da RecordTV. Além disso, a fadiga do formato também contribuiu para essa determinação, sendo que o conceito original já havia gerado variantes direcionadas para crianças e para idosos acima de 60 anos.
A emissora esteve frustrada de tal maneira que a possibilidade de cancelamento imediato chegou a ser cogitada. No entanto, a decisão final foi de realizar uma última temporada, que marcou a 12ª edição da versão adulta e a 22ª no total. Essa temporada derradeira foi marcada por homenagens especiais e participações de vozes e técnicos que desempenharam um papel fundamental na história do programa, relembrando os laços formados ao longo dos anos.
Com a saída da TV Globo, a Endemol colocou o programa à venda junto com o Survivor, outro formato que a emissora carioca se desfez após o fracasso da sétima temporada do No Limite em 2023. Posteriormente, surgiram boatos de que o programa poderia ir para o SBT, que chegou a disputar os direitos de uso do formato em 2011, com eles aumentando após a demissão de Boninho da TV Globo por conflitos internos com Amauri Soares. A informação seria confirmada no dia 25 de fevereiro de 2025 durante uma entrevista de Daniela Beyruti ao jornalista Flávio Ricco na estreia do Programa Flávio Ricco na Leo Dias TV e enfatizada por Boninho em um evento interno do SBT no dia 14 de março de 2025, também confirmando o retorno de Tiago Leifert a apresentação do programa. Além disso, o reality também passou a ser co-produzido pela The Walt Disney Company e a Formatta.

## Fases
O programa, atualmente, consiste nas fases: Audições às Cegas, Tira-Teima, Batalhas, Batalha dos Técnicos, Remix e Shows ao Vivo (que incluem a Semifinal e Final). Na primeira temporada, não houve a fase do Tira-Teima, por conta disso, os Shows ao Vivo contaram com seis episódios. Na segunda temporada, a etapa foi introduzida pela primeira vez, tomando os primeiros dois episódios dos Shows ao Vivo. Na quarta temporada, a fase foi substituída pela Rodada de Fogo e na quinta temporada, pela Batalha dos Técnicos. Ainda nesta temporada, foi introduzido o Remix.
Na sexta temporada, o Tira-Teima retornou, agora antes das Batalhas. Na sétima temporada, retornou ao seu lugar de origem, após as Batalhas. Na oitava temporada, a Rodada de Fogo voltou reformulada e com uma nova dinâmica. Na décima temporada, as fases Tira-Teima, Batalha dos Técnicos e Remix voltaram substituindo a Rodada de Fogo.

### Audições às cegas
Nas audições, realizadas nos primeiros episódios (entre quatro e oito episódios), os candidatos se apresentam aos técnicos de costas, que os escutam sem contato visual. Se um técnico se interessar, aperta o botão "Eu quero você", virando a cadeira para frente e vendo a apresentação. 
Cada técnico visa formar uma equipe com 12 candidatos (na sétima temporada foram 18, nas oitava e nona foram 16, na décima retornou aos 18). Se um técnico apertar sozinho, o candidato se junta à sua equipe; se vários apertarem, o candidato escolhe entre eles. Se nenhum apertar, o candidato é eliminado.
A partir da sétima temporada, surgiram os botões de bloqueio: um técnico pode bloquear outro para tirá-lo da disputa pelo candidato. Essa mecânica é da versão americana. A partir da oitava temporada, cada técnico bloqueava duas vezes.

### Batalhas
Cada equipe de cantores é orientada e aprimorada por seu técnico. Nessa etapa (que dura entre dois e cinco episódios), dois membros da equipe competem entre si, apresentando a mesma música. O técnico escolhe quem avançará para a próxima fase, enquanto os outros técnicos podem resgatar até dois ou três membros eliminados de outras equipes (dependendo da temporada). Se múltiplos técnicos desejarem um cantor, o cantor decide qual equipe escolher. Caso nenhum técnico mostre interesse, o candidato é eliminado. A partir da sétima temporada, os bloqueios também são introduzidos nessa fase. Entre a primeira e quarta temporadas os técnicos contam com a colaboração de assistentes, frequentemente um cantor convidado pelo técnico. Nas quinta, sexta e sétima temporadas, apenas um cantor(a) serve como assistente geral.

### Tira-Teima
No Tira-Teima, os concorrentes realizam apresentações individuais, geralmente entre dois e quatro episódios. Introduzida na segunda temporada, até o ano seguinte essa etapa ocorreu ao vivo, conferindo à audiência o poder de decisão.
Na segunda temporada, cada treinador escolhia três candidatos de sua equipe para se apresentarem e serem submetidos à votação do público. O concorrente mais votado seguia automaticamente para a próxima fase, enquanto os outros dois eram eliminados. Cada treinador tinha a permissão de resgatar somente um candidato eliminado de outra equipe. Na terceira temporada, o técnico selecionava quatro candidatos de sua equipe para se apresentarem; o concorrente mais votado pelo público avançava automaticamente, e o técnico salvava um dos três restantes.
A etapa retornou na sexta temporada, gravada e antecedendo as Batalhas. Em cada episódio, quatro vozes de cada equipe eram apresentadas, com o técnico tendo a capacidade de salvar duas delas. Na temporada seguinte, o Tira-Teima voltou a ser Ao Vivo e seguinte as Batalhas. Além das duas vozes salvas pelo treinador, o público também tinha o poder de salvar uma voz.
A fase do Tira-Teima teve um novo retorno na décima temporada, novamente antecedendo as Batalhas. Nesse formato, duas vozes competiam diretamente entre si, cabendo ao treinador escolher uma delas para prosseguir. Cada treinador estava autorizado a realizar um resgate, exceto o quinto treinador, que dispunha de dois. Na temporada subsequente, o formato da sexta temporada foi retomado.

### Rodada de Fogo
Em sua primeira aparição, na quarta temporada, substituindo o Tira-Teima, cada técnico podia escolher quatro candidatos do seu time e passá-los direto para a próxima etapa. Os demais participantes disputam entre si as últimas duas vagas nos shows ao vivo. Quando retornou, na oitava e na nona temporada, o técnico divida seus participantes em duplas ou trios. Cada um se apresenta individualmente e no final o técnico elimina um.

### Batalha dos Técnicos
Na etapa Batalha dos Técnicos, um participante de uma equipe compete ao vivo com um concorrente de outra equipe. Das temporadas cinco à sete, o vencedor dessa batalha, na qual cada candidato apresenta uma música diferente, era determinado por meio do voto do público. Entretanto, quando essa fase retornou na décima temporada, agora totalmente gravada, a decisão passou a ser tomada pelos técnicos que não estavam envolvidos na batalha.

### Remix
Na etapa Remix, que estreou na quinta temporada, seguiu até a sétima e retornou a décima, subsequente à fase "Batalha dos Técnicos", todos os candidatos do programa realizam apresentações. A decisão de quem prossegue no programa é tomada pelos técnicos por meio do icônico botão vermelho. Cada técnico tem três vagas disponíveis em sua equipe. Duas dessas vagas são preenchidas ao pressionar o botão vermelho ao término de cada apresentação. No caso de mais de um técnico apertar o botão, o candidato decide qual equipe escolher. A terceira vaga é preenchida após todas as apresentações, através de uma repescagem envolvendo os não aprovados na primeira parte do programa. Isso resulta na seleção de três vozes para a semifinal do programa. Na sétima e décima primeira temporadas, cada técnico teve a oportunidade de salvar um competidor, permitindo que avançasse diretamente para a próxima fase. 
Na décima temporada, retornou com uma dinâmica confusa e que foi corrigida na seguinte. Nenhum candidato foi eliminado, os técnicos puderam salvar quatro participantes de cada time e os que restaram se juntaram a outros times.

### Shows ao vivo
Os concorrentes remanescentes em cada time se enfrentam em busca de uma vaga na final, durante um período de dois a quatro episódios. Aqueles candidatos de cada equipe que não conseguem acumular votos suficientes da audiência, nem são resgatados por seus respectivos técnicos, são eliminados. Na semifinal, quando restam dois participantes em cada equipe (três na quinta e décima primeira temporadas e quatro na nona temporada), a porcentagem dos votos obtidos do público é convertida em pontos, os quais se somam a 20 pontos concedidos pelo técnico da equipe a um dos candidatos. Consequentemente, cada equipe permanece com um único participante, culminando em uma disputa final envolvendo os quatro finalistas.

### Final
Quando um membro da equipe permanecer para cada técnico, esses quatro concorrentes vão competir na final, com o cantor mais votado pelo público sendo declarado o vencedor da temporada do The Voice Brasil. Na primeira temporada e décima segunda temporadas, oito vozes chegaram na final e precisaram passar por uma rodada prévia para que apenas quatro ficassem na competição.

## Técnicos e participantes
Em 5 de junho de 2012, a TV Globo confirmou oficialmente os quatro técnicos para a primeira temporada: Claudia Leitte, Lulu Santos, Carlinhos Brown e Daniel.
Na quarta temporada, houve a primeira substituição de técnicos na edição brasileira, com Michel Teló substituindo Daniel em 6 de julho de 2015. A mesma equipe de técnicos continuou na quinta temporada. Em 27 de junho de 2017, Claudia Leitte foi substituída por Ivete Sangalo na sexta temporada, marcando a segunda substituição de técnicos.
Iza entrou na oitava temporada, substituindo Carlinhos Brown, que focaria no The Voice Kids. A mesma bancada continuou na oitava temporada. Carlinhos Brown voltou na nona temporada em substituição a Ivete Sangalo. A décima temporada manteve os mesmos jurados, com a adição de Cláudia Leitte. Em 8 de agosto de 2022, Carlinhos Brown e Claudia Leitte foram substituídos por Gaby Amarantos, ex-técnica do The Voice Kids. 
Na décima terceira temporada, Mumuzinho foi o primeiro técnico confirmado. O cantor compôs o júri da oitava temporada do The Voice Kids e o da primeira temporada do The Voice +. .

### Linha do tempo dos técnicos
| Técnico | Técnico         | Temporadas | Temporadas | Temporadas | Temporadas | Temporadas | Temporadas | Temporadas | Temporadas | Temporadas | Temporadas | Temporadas | Temporadas | Temporadas |
| Técnico | Técnico         | 1          | 2          | 3          | 4          | 5          | 6          | 7          | 8          | 9          | 10         | 11         | 12         | 13         |
| ------- | --------------- | ---------- | ---------- | ---------- | ---------- | ---------- | ---------- | ---------- | ---------- | ---------- | ---------- | ---------- | ---------- | ---------- |
|         | Lulu Santos     |            |            |            |            |            |            |            |            |            |            |            |            |            |
|         | Carlinhos Brown |            |            |            |            |            |            |            |            |            |            |            |            |            |
|         | Claudia Leitte  |            |            |            |            |            |            |            |            |            |            |            |            |            |
|         | Daniel          |            |            |            |            |            |            |            |            |            |            |            |            |            |
|         | Michel Teló     |            |            |            |            |            |            |            |            |            |            |            |            |            |
|         | Ivete Sangalo   |            |            |            |            |            |            |            |            |            |            |            |            |            |
|         | Iza             |            |            |            |            |            |            |            |            |            |            |            |            |            |
|         | Gaby Amarantos  |            |            |            |            |            |            |            |            |            |            |            |            |            |
|         | Mumuzinho       |            |            |            |            |            |            |            |            |            |            |            |            |            |
|         | Duda Beat       |            |            |            |            |            |            |            |            |            |            |            |            |            |
|         | Matheus & Kauan |            |            |            |            |            |            |            |            |            |            |            |            |            |
|         | Péricles        |            |            |            |            |            |            |            |            |            |            |            |            |            |

### Técnicos e finalistas
– Técnico vencedor
| Temporada | Técnicos e finalistas | Técnicos e finalistas | Técnicos e finalistas | Técnicos e finalistas | Técnicos e finalistas                                                                                  |
| --- | --- | --- | --- | --- | --- |
| 1 | Lulu Santos | Carlinhos Brown | Claudia Leitte | Daniel | — |
| 1 | Maria Christina Késia Estácio Marquinho Osócio Gabriel Levan Lorena Lessa Patricia Rezende Greicy Schwendner Luana Mallet Thaís Moreira                                           | Ellen Oléria Ludmillah Anjos Mira Callado Dani Morais Quesia Luz Rafah Dani Montouri Karla da Silva Mayara Prado                                                          | Ju Moraes Thalita Pertuzatti Ana Rafaela Bella Stone Gustavo Fagundes Nayra Costa Breno Lima Grace Carvalho Sandra Honda Juliana Gomes                                | Liah Soares Danilo Dyba Junior Meirelles Alma Thomas Carol Marques Pedro Eduardo Fernando Cruz Priscylla Lisboa Vinny Brito                            | — |
| 2 | Lulu Santos | Carlinhos Brown | Claudia Leitte | Daniel | — |
| 2 | Pedro Lima Luana Camarah Dom Paulinho Lima Amanda Amado André & Kadu Carina Mennitto Luciana Balby Nando Motta                                                                    | Lucy Alves Marcos Lessa Rodrigo Castellani Ângelo & Angel Bruna Barreto Heverton Castro Nene Oliveira Rafael Furtado Raíza Rae                                            | Sam Alves Gabby Moura Khrystal Rully Anne Bruna Góes Débora Cidrack Guto Santanna Júlia Tazzi Jullie Maylssonn                                                        | Rubens Daniel Cecília Militão Marcela Bueno Alessandra Crispim Ana Lonardi Anne Marie Gustavo Trebien Herli Dias Samya Nalany                          | — |
| 3 | Lulu Santos | Carlinhos Brown | Claudia Leitte | Daniel | — |
| 3 | Danilo Reis & Rafael Nonô Lellis Edu Camargo Maria Alice Deena Love Dudu Fileti Gabriel Silva Twyla                                                                               | Romero Ribeiro Rose Oliver Joey Mattos Paula Marchesini Hellen Lyu Isadora Morais Princess La Tremenda Vanessa Borges                                                     | Lui Medeiros Leandro Buenno Nise Palhares Kall Medrado Amarildo Fire Millane Hora Nathalie Alvim Priscila Brenner                                                     | Kim Lírio Jésus Henrique Vitor & Vanuti Carla Casarim Kiko & Jeanne Kynnie Williams Ricardo Diniz Thiago Costa                                         | — |
| 4 | Lulu Santos | Carlinhos Brown | Claudia Leitte | Michel Teló | — |
| 4 | Ayrton Montarroyos Joelma Santiago Jonnata Lima Tori Huang Cris Silva Marcos Matarazzo Nando Vianna Thais Moreira                                                                 | Junior Lord Paula Sanffer Agnes Jamille Rebeca Sauwen Adna Souza Gau Silva Dani Lino Matheus Zuck                                                                         | Nikki Brícia Helen Allice Tirolla Lorena Ly Vanessa Macedo William San'Per Paulynha Arrais Tabatha Fher                                                               | Renato Vianna Renan Ribeiro Edu Santa Fé Matteus Brunetti Franciele Karen Mali Leo Chaves Xanndy                                                       | — |
| 5 | Lulu Santos | Carlinhos Brown | Claudia Leitte | Michel Teló | — |
| 5 | Dan Costa Gabriela Ferreira Lumi Rafah Cammie Denilson Bhastos Fabiane Alcântara Kássia Marvila Vitória Carneiro                                                                  | Afonso Cappelo Brena Gonçalves D'Lara Aretha Lima Cinthia Ribeiro Laura Dalmas Lilian & Layane Nira Duarte                                                                | Danilo Franco Alexey Martinez Jade Baraldo Camila Matoso Cobra Joana Castanheira Renan Zonta Sih                                                                      | Mylena Jardim Bruno Gadiol Gabriel Correa Amanda Lince Anna Akisue Cristyellem Camargo Luan Douglas                                                    | — |
| 6 | Lulu Santos | Carlinhos Brown | Ivete Sangalo | Michel Teló | — |
| 6 | Day Mariana Coelho Alinne Alves Alexandre Massau Irmãos Mayer Jota.Pê | Vinícius D'Black Gab Ferreira Diego Karter Isabel Antônio Sinara Costa | Carol Biazin Juliano Barreto Tiago Velame | Samantha Ayara Alysson & Addyson Douglas Alessi Sérgio Dalcin Mariana Volker Rhaysa                                                                    | — |
| 7 | Lulu Santos | Carlinhos Brown | Ivete Sangalo | Michel Teló | — |
| 7 | Isa Guerra Priscila Tossan Arthur Henrique Micaella Marinho Cadu Duarte Dreicon Gika Bacci Giulia Sant' Ana Larissa Viana Suelen Karine Tai Chiaro Daniel Lopes Thailla Lima Zack | Erica Natuza Murilo Bispo David Nascimento Kelvin Bruno Cristiane Santos Helen Cristina Lia Gondim Maraia Takai Nina Black Rê Adegas LC Negão Meggie Santos Raissa Araújo | Kevin Ndjana Edson Carlos Marine Lima Flávia Gabê Damiana Sadili Gisele Lira Jennifer Rocha Júlia Dantas Tamires Braga Alan Camargo Mariá Pinkusfeld Ramon Nascimento | Léo Pain Lais Yasmin Dri Morgana Rodrigues Andressa Hayalla Renan Valentti Isa Salles Letícia Gonçalves Lílian Menezes                                 | — |
| 8 | Lulu Santos | Iza | Ivete Sangalo | Michel Teló | — |
| 8 | Lúcia Muniz Pollyana Caires EL1 Paula Araújo Flora Cruz Gaby Olliver Dan Abranches Larissa Mendes Pâmella Lopes Rik Oliveira Tamires Santana                                      | Ana Ruth Edyelle Brandão Alexa Marrie Luana Berti Lara Alanys Mari Bodas Aaron Modesto Larissa Marinonio Marta Souza NoElle Winnie                                        | Willian Kessley Ramon & Rafael Rebeca Lindsay Samara Alves Camilla Marotti Carol Naemi Catarina Rosa Heloisa Ribeiro Luiz Celestino Mariella Steici Lauser            | Tony Gordon Mobi Colombo Bia Ferraz Tatila Krau Bruna de Paula Élri El Fabiana Oliveira Litha Maria Kamilla Samuel Marques Yolanda de Paulo            | — |
| 9 | Lulu Santos | Carlinhos Brown | Iza | Michel Teló | — |
| 9 | Ana Canhoto Dan Gentil Ed Souza Luana Granai João Marcelo Prevedel Lawany Alana Sant NAT Rick Santos Sérgio Dorneles THEF                                                         | Izzra Amanda Coronha Carla Sceno Cleane Sampaio Aline Souza Tibí Adma Andrade Angel Sberse Luiza Cruz Simone Mazzer Thaline Karajá                                        | Victor Alves Diva Menner Luciana Ribeiro Luli Bruna Black Gui Valença Filipe Toca Natasha Nath Porto Paloma Maria Rava                                                | Douglas Ramalho Glícia França Larissa Vitorino Manso Fabiana Souto Thalita Maciente Bruna Daré Érica Timóteo Sofia Moreno Stephanie Luna Luana Marques | — |
| 10 | Lulu Santos | Carlinhos Brown | Iza | Michel Teló | Claudia Leitte                                                                                         |
| 10 | Gustavo Boná Júlia Paz Carlos Filho Bruno Rodriguez Leo Pinheiro Thais Piza Bárbara Nery Ana Luiza Postingher Taty Gomes                                                          | Gustavo Matias Nêgamanda Lysa Ngaca Ammora Alves Cristiane de Paula Serena                                                                                                | Hugo Rafael WD Anna Julia Criston Lucas Dona Preta Luiza Dutra Eduardo Vidal Camila Marieta Giovanna Rangel Gleyssinho Samblack                                       | Giuliano Eriston Fernanda de Lima EuLá Júlia Rezende NYAH Thor Júnior Dida Larruscain                                                                  | Bruno Fernandez Danilo Moreno Dielle Anjos Ariane Zaine Cibelle Hespanhol Wina Raphael Marrone Adriana |
| 11 | Lulu Santos | Gaby Amarantos | Iza | Michel Teló | — |
| 11 | Juceir Júnior Brenda Hellen Juniô Castanha Antonia Medeiros Déborah Castolline Mel Fernandes Brena Marinho                                                                        | Mila Santana Fellipe Dias Nath Audizio Bela Portugal Adri Amorim Val Andrade                                                                                              | Bell Lins Cesar Soares Dgê Agatha Henriques Bê Lourenço Kacá Novais                                                                                                   | Keilla Júnia Duda & Isa Amorim Makem Analu Júlio Mallaguthi                                                                                            | — |
| 12 | Lulu Santos | Carlinhos Brown | Iza | Michel Teló | — |
| 12 | Ivan Barreto GUT Dri Santana Phil Zaq Dominique Ton | Amanda Maria Matu Miranda The Frans Rodrigo Castellani Bruna Bento Chelle                                                                                                 | Thaís Ribeiro Luana Camarah Julia Vargas Marquinho Osócio Tamar Elô                                                                                                   | Jhonny Renan Zonta Guga Salles Tay Rodrigues Flavinha Rocha Marcela Borges                                                                             | — |
| 13 | Matheus & Kauan | Duda Beat | Mumuzinho | Péricles | — |
| 13 | | | | | — |
| O participante vencedor está em negrito, os participantes que chegaram à final em itálico e os demais separados por ordem de eliminação. | | | | | |

#### Assistentes convidados
| Temporada | Técnicos e assistentes convidados | Técnicos e assistentes convidados | Técnicos e assistentes convidados | Técnicos e assistentes convidados |
| 1         | Lulu Santos                       | Carlinhos Brown                   | Claudia Leitte                    | Daniel                            |
| --------- | --------------------------------- | --------------------------------- | --------------------------------- | --------------------------------- |
| 1         | Preta Gil                         | Rogério Flausino                  | Ed Motta                          | Luiza Possi                       |
| 2         | Lulu Santos                       | Carlinhos Brown                   | Claudia Leitte                    | Daniel                            |
| 2         | Gaby Amarantos                    | Rogério Flausino                  | Maria Gadú                        | Luiza Possi                       |
| 3         | Lulu Santos                       | Carlinhos Brown                   | Claudia Leitte                    | Daniel                            |
| 3         | Di Ferrero                        | Rogério Flausino                  | Dudu Nobre                        | Luiza Possi                       |
| 4         | Lulu Santos                       | Carlinhos Brown                   | Claudia Leitte                    | Michel Teló                       |
| 4         | Di Ferrero                        | Rogério Flausino                  | Alexandre Pires                   | Luiza Possi                       |
| 5         | Lulu Santos                       | Carlinhos Brown                   | Claudia Leitte                    | Michel Teló                       |
| 5         | Ivete Sangalo                     |                                   |                                   |                                   |
| 7         | Lulu Santos                       | Carlinhos Brown                   | Ivete Sangalo                     | Michel Teló                       |
| 7         | Anitta                            |                                   |                                   |                                   |
| 12        | Lulu Santos                       | Carlinhos Brown                   | Iza                               | Michel Teló                       |
| 12        |                                   | Mumuzinho                         |                                   |                                   |
| 12        | Gaby Amarantos                    |                                   |                                   |                                   |
| 12        | Toni Garrido                      |                                   |                                   |                                   |

## Sumário
Legenda de cores
| Time Brown Time Claudia Time Daniel Time Lulu | Time Teló Time Ivete Time Iza Time Gaby | Time Mumu Time Matheus & Kauan Time Duda Time Péricles |

| Temp. | Ano  | Vencedor(a)          | Outros finalistas (em ordem alfabética) | Outros finalistas (em ordem alfabética) | Outros finalistas (em ordem alfabética) | Outros finalistas (em ordem alfabética) | Técnico vencedor | Apresentador     | Bastidores          | Emissora |
| ----- | ---- | -------------------- | --------------------------------------- | --------------------------------------- | --------------------------------------- | --------------------------------------- | ---------------- | ---------------- | ------------------- | -------- |
| 1     | 2012 | Ellen Oléria         | Ju Moraes                               | Liah Soares                             | Maria Christina                         | [ nota 1 ]                              | Carlinhos Brown  | Tiago Leifert    | Daniele Suzuki      | TV Globo |
| 2     | 2013 | Sam Alves            | Lucy Alves                              | Pedro Lima                              | Rubens Daniel                           | [ nota 1 ]                              | Claudia Leitte   | Tiago Leifert    | Miá Mello           | TV Globo |
| 3     | 2014 | Danilo Reis & Rafael | Kim Lírio                               | Lui Medeiros                            | Romero Ribeiro                          | [ nota 1 ]                              | Lulu Santos      | Tiago Leifert    | Fernanda Souza      | TV Globo |
| 4     | 2015 | Renato Vianna        | Ayrton Montarroyos                      | Junior Lord                             | Nikki                                   | [ nota 1 ]                              | Michel Teló      | Tiago Leifert    | Daniele Suzuki      | TV Globo |
| 5     | 2016 | Mylena Jardim        | Afonso Cappelo                          | Dan Costa                               | Danilo Franco                           | [ nota 1 ]                              | Michel Teló      | Tiago Leifert    | Mariana Rios        | TV Globo |
| 6     | 2017 | Samantha Ayara       | Carol Biazin                            | Day                                     | Vinícius D'Black                        | [ nota 1 ]                              | Michel Teló      | Tiago Leifert    | Mariana Rios        | TV Globo |
| 7     | 2018 | Léo Pain             | Erica Natuza                            | Isa Guerra                              | Kevin Ndjana                            | [ nota 1 ]                              | Michel Teló      | Tiago Leifert    | Mariana Rios        | TV Globo |
| 8     | 2019 | Tony Gordon          | Ana Ruth                                | Lúcia Muniz                             | Willian Kessley                         | [ nota 1 ]                              | Michel Teló      | Tiago Leifert    | Jeniffer Nascimento | TV Globo |
| 9     | 2020 | Victor Alves         | Ana Canhoto                             | Douglas Ramalho                         | Izrra                                   | [ nota 1 ]                              | Iza              | Tiago Leifert    | Jeniffer Nascimento | TV Globo |
| 10    | 2021 | Giuliano Eriston     | Bruno Fernandez                         | Gustavo Boná                            | Gustavo Matias                          | Hugo Rafael                             | Michel Teló      | Tiago Leifert    | Jeniffer Nascimento | TV Globo |
| 10    | 2021 | Giuliano Eriston     | Bruno Fernandez                         | Gustavo Boná                            | Gustavo Matias                          | Hugo Rafael                             | Michel Teló      | André Marques    | Jeniffer Nascimento | TV Globo |
| 11    | 2022 | Keilla Júnia         | Bell Lins                               | Juceir Júnior                           | Mila Santana                            | [ nota 1 ]                              | Michel Teló      | Fátima Bernardes | Thaís Fersoza       | TV Globo |
| 12    | 2023 | Ivan Barreto         | Jhonny                                  | Thais Ribeiro                           | Amanda Maria                            | [ nota 1 ]                              | Lulu Santos      | Fátima Bernardes | Fátima Bernardes    | TV Globo |
| 13    | 2025 | A definir            | A definir                               | A definir                               | A definir                               | A definir                               | A definir        | Tiago Leifert    | Gaby Cabrini        | SBT      |

## Audiência
Os dados são providos pelo IBOPE e se referem ao público da Grande São Paulo.
| Temporada | Horário                                | Episódios | Estreia                | Estreia   | Final                  | Final     | Média-geral (em pontos do IBOPE) | Ref.                 |
| Temporada | Horário                                | Episódios | Data                   | Audiência | Data                   | Audiência | Média-geral (em pontos do IBOPE) | Ref.                 |
| --------- | -------------------------------------- | --------- | ---------------------- | --------- | ---------------------- | --------- | -------------------------------- | -------------------- |
| 1         | Domingo, 14h20                         | 13        | 23 de setembro de 2012 | 15,5      | 16 de dezembro de 2012 | 14,0      | 15                               | [ 36 ] [ 37 ] [ 38 ] |
| 2         | Quinta-feira, 22h30                    | 13        | 3 de outubro de 2013   | 24,0      | 26 de dezembro de 2013 | 27,0      | 26                               | [ 39 ] [ 40 ] [ 41 ] |
| 3         | Quinta-feira, 22h30                    | 14        | 18 de setembro de 2014 | 21,1      | 25 de dezembro de 2014 | 22,2      | 22                               | [ 42 ]               |
| 4         | Quinta-feira, 22h30                    | 13        | 1 de outubro de 2015   | 20,2      | 25 de dezembro de 2015 | 21,0      | 20                               | [ 43 ] [ 44 ]        |
| 5         | Quinta-feira, 22h30                    | 13        | 5 de outubro de 2016   | 22,9      | 29 de dezembro de 2016 | 18,8      | 22                               | [ 45 ]               |
| 6         | Quinta-feira, 22h30                    | 14        | 21 de setembro de 2017 | 25,2      | 21 de dezembro de 2017 | 25,8      | 23                               | [ 46 ] [ 47 ]        |
| 7         | Terça-feira, 22h30 Quinta-feira, 22h30 | 22        | 17 de julho de 2018    | 22,0      | 27 de setembro de 2018 | 23,2      | 24                               | [ 48 ]               |
| 8         | Terça-feira, 22h30 Quinta-feira, 22h30 | 20        | 30 de julho de 2019    | 24,6      | 3 de outubro de 2019   | 24,7      | 25                               | [ 49 ] [ 50 ]        |
| 9         | Terça-feira, 22h30 Quinta-feira, 22h30 | 19        | 15 de outubro de 2020  | 16,9      | 17 de dezembro de 2020 | 15,4      | 15                               | [ 51 ] [ 52 ]        |
| 10        | Terça-feira, 22h30 Quinta-feira, 22h30 | 18        | 26 de outubro de 2021  | 18,5      | 23 de dezembro de 2021 | 16,2      | 16                               | [ 53 ]               |
| 11        | Terça-feira, 22h30 Quinta-feira, 22h30 | 14        | 15 de novembro de 2022 | 15,1      | 29 de dezembro de 2022 | 15,3      | 15                               | [ 54 ] [ 55 ]        |
| 12        | Terça-feira, 22h30 Quinta-feira, 22h30 | 11        | 28 de novembro de 2023 | 14,8      | 28 de dezembro de 2023 | 17,2      | 17                               | [ 56 ] [ 57 ]        |
| 13        | Segunda, 23h15                         |           | outubro de 2025        |           | dezembro de 2025       |           |                                  |                      |

- Cada ponto representa um número específico de casas em São Paulo.

2012: 60 000 casas
2013: 62 000 casas
2014: 65 000 casas
2015: 67 000 casas
2016: 69 000 casas
2017: 70 500 casas
2018: 71 800 casas
2019: 73 000 casas
2020: 74 900 casas

## Outros projetos

### The Voice Extras
Entre 2016 e 2017 o canal a cabo Sony Channel exibiu o The Voice Extras, onde eram realizadas entrevistas com cantores famosos contando sobre o início de suas carreiras e dando dicas aos participantes, sendo apresentado por Di Ferrero na primeira temporada e Sophia Abrahão na segunda.

### Carreiras
Após deixar o programa, diversos participantes estabeleceram uma carreira na música, lançando álbuns e singles, além de aparecerem em trilhas sonoras de novelas. Os lançamentos mais notáveis são de Ellen Oléria, vencedora da primeira temporada, e Sam Alves, campeão da segunda edição. Em 2013, Ellen vendeu cerca de 15 mil cópias de seu primeiro álbum. No ano seguinte, foi a vez de Sam Alves, que vendeu aproximadamente 20 mil cópias em seu primeiro CD, além de ter estreado no topo da lista de vendas do iTunes.

## Controvérsias

### Eliminação de Yuri Maison nas "audições às cegas"
Na estreia da primeira temporada do programa em 23 de setembro de 2012, durante as audições às cegas, um candidato indígena, Yuri Maison, cantou "Sinônimos". Embora sua voz tenha surpreendido os técnicos quando finalmente o viram, ele não foi aprovado. Houve debate sobre a eliminação nas redes sociais. Carlinhos Brown elogiou a voz de Yuri e expressou arrependimento por não tê-lo aprovado. Havia rumores de uma segunda chance para Yuri, algo raro no programa até então, devido à pressão nas redes sociais. A revista Veja sugeriu que poderia ser visto como "cotas em reality show". No entanto, Yuri não retornou ao programa.

### Eliminação e retorno de Rafah na "batalha dos técnicos"
No primeiro programa ao vivo da quinta temporada do programa, no dia 1 de dezembro de 2016, na fase de batalha dos técnicos durante a apresentação de Rafah, candidato do time Lulu, houve um erro na exibição das informações de como votar nos participantes: a emissora exibiu o nome e a foto de Luan Douglas do time Teló, seu concorrente na batalha, com o número que seria indicado para votar em Rafah por alguns segundos, gerando críticas dos internautas que pediam o retorno do participante que acabou perdendo a batalha e sendo eliminado. No dia 8 de outubro de 2016, diante do erro a direção do programa deu uma nova chance a Rafah e comunicou que ele e Luan Douglas foram classificados para a fase seguinte.

## Logotipos

Logotipo da 11.ª e da 12.ª temporada
Logotipo da 13.ª temporada